# Csata a Rhodanus folyónál
A Rhodanus folyó menti csata a mai Rhône mellett, Kr. e. 218 szeptember végén zajlott a Hannibál által vezetett karthágói csapatok és egy kelta törzs, a Volcae között.  A csata valószínűleg a mai Orange környékén zajlott.

## Előzmények
Hannibál Kr. e. 218 májusa óta vonult seregével. 20 000 embert volt kénytelen hátrahagyni a frissen meghódított ibériai félszigeten, ezzel biztosítva a területet egy esetleges kelta felkelés vagy római támadás ellen. Seregét pótolni tudta a szövetséges törzsekből. Jó diplomatáinak köszönhető, hogy szövetségeseket talált Róma ellen. Szeptember végére érte el a folyót, melynek nyugati partján táborozott le.
A kelták szövetkeztek a rómaiakkal, hogy megakadályozzák a sereg folyón való átkelését, ezzel megakadályozva egy esetleges itáliai inváziót.

## A csata
Harmadik napja táboroztak a folyó mellett, amikor Bomilcar fiát, Hannót elküldte Hannibál, hogy keressen egy átkelőt a folyón.
Amikor Hanno egy megfelelő helyre ért, 30 mérföldre Hannibál táborától, talált egy sekélyes részt a folyón, ahol átkelhettek. Tutajok és felfújt állatbőrök segítségével átkeltek. Megvárták a szürkületet és dél felé vonultak a Volcae tábor mögé. Hajnalig vártak a támadás jelére.
A karthágóiak fő ereje mintegy fél mérföld széles vonalban keresztben a folyón megkezdte az átkelést. A numidiai lovasság követte őket. A lovak tutajok és csónakok segítségével átkeltek a folyón, viszonylag gyorsan. A gyalogság úszva vagy sebtében készült kis facsónakokkal kelt át. Utána kezdték megtámadni a karthágói hadsereget a keleti parton. Hanno, eközben csapatait támadásba lendítette. A Volcae tábort felégették, és megtámadta a keltákat hátulról. A csapatok nagy része pánikba esett és elmenekült.

## Fordítás
- Ez a szócikk részben vagy egészben  a   Battle of Rhone Crossing című angol Wikipédia-szócikk fordításán alapul.  Az eredeti cikk szerkesztőit annak laptörténete sorolja fel. Ez a jelzés csupán a megfogalmazás eredetét és a szerzői jogokat jelzi, nem szolgál a cikkben szereplő információk forrásmegjelöléseként.
- Ez a szócikk részben vagy egészben  a   Schlacht an der Rhone című német Wikipédia-szócikk fordításán alapul.  Az eredeti cikk szerkesztőit annak laptörténete sorolja fel. Ez a jelzés csupán a megfogalmazás eredetét és a szerzői jogokat jelzi, nem szolgál a cikkben szereplő információk forrásmegjelöléseként.